# İbrahim Peçevi
 (septembre 2018).
İbrahim Peçevi (né en 1574 et mort en 1649 ; en turc ottoman : پچوى ابراهىم افندى ; en bosniaque : Ibrahim Alajbegovic Pečevija) est un historien de l'empire ottoman.

## Biographie
İbrahim Peçevi est né à Pécs (actuelle Hongrie, d'où son nom Peçevi) dans l'empire ottoman. Sa mère est de la famille bosniaque de Sokolović; son père n'est pas connu et son arrière-grand-père paternel, Kara Davut Agha, était un sipahi turc ayant servi Mehmed II.
Il était fonctionnaire provincial dans de nombreux endroits et devint historien à sa retraite en 1641. Il parlait le turc et le bosniaque.

## Travaux
İbrahim Peçevi est connu pour son livre Tarih-i Peçevi (L'Histoire de Peçevi) ayant pour thème l'empire ottoman, principale référence pour la période 1520-1640. Il s'aide de témoignages, de travaux antérieurs et de récits d'anciens combattants pour écrire ses œuvres. Il est l'un des premiers Ottomans à s'être inspiré de sources écrites européennes.